# كليموفسك
كليموفسك (بالروسية: Климовск) هي إحدى مدن روسيا في الكيان الفدرالي الروسي موسكو أوبلاست.

## توأمة
لكليموفسك اتفاقيات توأمة مع:
- نوفوتشبوكسارسك

## أعلام
- دميتري ميجكوف
- فيكتور سوكولوف
- أندري كليموف
- ليونيد باشهيفان